# 暮光之城：無懼的愛
，是一部2008年的美國爱情科幻片，根據史蒂芬妮·梅爾的2005年同名小說進行改編。電影由凱瑟琳·哈德威克執導，克莉絲汀·史都華及羅伯·派汀森主演。故事描述年輕女生貝拉·史旺與吸血鬼爱德华·库伦的戀愛關係的發展，以及隨後愛德華與其家人為了保護貝拉免受其他邪惡吸血鬼家族的傷害而付出的努力。
該項目於派拉蒙影業花了接近三年的時間以開發拍攝計劃，期間電影版劇本進行了改編，與小說作品有著顯著的不同。計劃經過三年的停滯不前後，顶峰娱乐最終獲得這部小說的版權。2007年下旬，在2007年－2008年美國編劇協會大罷工前不久，梅利莎·羅森堡為了忠實於小說的故事情節而對小說進行了新的改編。電影的主體拍攝歷時44天，並於2008年5月2日完成拍攝；2008年初，電影始於俄勒岡州拍攝主要鏡頭。
2008年11月21日，《暮光之城》正式在電影院公映，首映當日票房收入為$3,570萬美元，而總票房收入為$393,000,000美元。
電影於2009年3月21日發行DVD，並成為該年度購買量最多的DVD。電影的原聲音樂專輯於2008年11月4日發行。隨著電影的成功，該系列的其後的兩部小說《新月》及《蝕》於翌年被製作成為電影。

## 劇情
隨著母親（莎拉·克拉克 飾）跟美國職棒小聯盟的運動員費爾·道爾再婚後，17歲的貝拉·史旺（克莉絲汀·史都華 飾）從繁華且陽光燦爛的鳳凰城搬往華盛頓州的奧林匹克半島的福克斯鎮，跟身為該鎮警長的父親查理（比利·伯克 飾）同住。在新學校裡，貝拉很快便跟其他同學成為朋友，但她卻對庫倫家兄弟姐妹的神秘和超然所吸引。在上學第一天的生物課上，貝拉便與愛德華·庫倫（羅伯·派汀森 飾）同桌而坐，但愛德華似乎對她反感，這讓貝拉感到十分疑惑。在缺席上課一星期後，愛德華返回學校上課，他們正式互相認識。幾天後，貝拉於放學時在校園的停車場內差點被一輛小貨車撞到，愛德華立即以難以置信的速度從三十多英尺的距離跑到貝拉身邊，並以單手擋住了小貨車，使小貨車上有明顯的凹痕。隨後，他拒絕向貝拉解釋自己的行為，並警告指不要與他成為朋友。
經過一番追查後，貝拉得出了結論，愛德華是個貌似人類的吸血鬼，擁有類似於吸血鬼的神秘力量。愛德華最終也證實了這一點，但他表示自己跟其他庫倫家族成員只吸食動物的血液，而且他擁有特殊的讀心術能力〈可是讀不到貝拉的思想，她是唯一的例外〉。後來，二人墮入了愛河，愛德華把貝拉帶回家介紹給他的家人認識。愛德華的養父卡萊爾·庫倫（彼得·費辛利 飾）是福克斯醫院工作的醫生，而養母艾思蜜（伊莉莎白.瑞瑟 飾）是一名家庭主婦，而愛莉絲（艾希莉·葛林 飾）、賈斯柏（傑克遜·拉斯波恩 飾）、愛德華、羅絲莉（妮琪·利德 飾）和艾密特（凱蘭·魯茲 飾）都是庫倫夫婦二人非正式領養的孩子。
在一次家庭樂的棒球活動中，眾人遇到剛到達福克斯的流浪吸血鬼獵人三人組──詹姆斯、維多利亞及羅倫特，三人的出現使愛德華和貝拉的關係陷入危險之中...愛德華對身為人類貝拉的強烈保護性立即引起了擁有令人難以置信的吸血鬼狩獵本能的詹姆斯的注意力，這促使詹姆斯決意要獵殺貝拉作為消遣活動。
愛德華與其他庫倫家族的人冒著生命危險去保護貝拉，但詹姆斯仍然追蹤她到亞利桑那州的鳳凰城，賈斯柏和愛莉絲跟貝拉一起待在那裡。詹姆斯利用貝拉母親的聲音來引誘貝拉墜進其獵殺圈套。詹姆斯襲擊貝拉，踏斷她一隻腳並咬住她的手腕，以其吸血鬼毒液來感染她。經過一場激烈的戰鬥，愛德華制服了詹姆斯。愛莉絲、賈斯柏、羅絲莉及艾密特後來將他斬首並燒死，愛德華從貝拉的手腕上吸出毒液，以阻止她變成吸血鬼。然而愛德華掙扎著自己要從貝拉手腕裡的毒液吸出來，但又怕自己不能停下來。戰鬥結束後，貝拉的腿因骨折而被送到醫院。貝拉甦醒後，愛德華為免她再受到傷害而提出離開，但貝拉堅持不肯放棄。
回到福克斯後，愛德華陪伴貝拉出席高中畢業舞會，二人於花園舞池共舞時，貝拉提出希望對方使自己成為吸血鬼的願望後，愛德華假意要吸貝拉的血，但其實愛德華根本不希望她變成吸血鬼，只想跟她繼續相愛，故拒絕接受貝拉的要求。當二人步出花園舞池時，他們並不知道詹姆斯的伴侶維多利亞正暗中注視著兩人，而她正策劃為死去的情人復仇......

## 演員
主角
| 演員                            | 角色                      | 備註 |
| 克莉絲汀·史都華 Kristen Stewart | 貝拉·史旺 Bella Swan      | 女主角，17歲，她從亞利桑那州的鳳凰城搬到福克斯小鎮，成為福克斯高中的轉校生，並愛上了吸血鬼愛德華·庫倫。她遇到虐待狂吸血鬼詹姆斯決意獵殺她後，她的生命備受威脅。                                   |
| 羅伯·派汀森 Robert Pattinson    | 愛德華·庫倫 Edward Cullen | 男主角，外表仍保持著17歲的外觀的吸血鬼，由於他在1918年被變成吸血鬼，所以其實際年齡為108歲。貝拉喜歡他，他最後跟貝拉成為戀人。他有讀心術的異能（唯獨不能讀取貝拉的思想），還有超乎常人速度的能力。 |

其他角色
| 演員                                     | 角色                                | 備註 |
| 彼得·費辛利 Peter Facinelli              | 卡萊爾·庫倫 Carlisle Cullen         | 愛德華的養父，他看起來像30歲，是福克斯小鎮醫院裡富同情心的醫生，也是庫倫家族的大家長。其實際上是300多歲的吸血鬼。                                             |
| 伊莉莎白.瑞瑟 Elizabeth Reaser           | 艾思蜜·庫倫 Esme Cullen             | 卡萊爾的妻子，愛德華的養母，是庫倫家族的大家長。 |
| 艾希莉·葛林 Ashley Greene                | 愛莉絲·庫倫 Alice Cullen            | 愛德華的姊妹，賈斯柏的戀人。 其異能是可以根據人們的決定而看到其未來的吸血鬼。                                                                                 |
| 傑克遜·拉斯波恩 Jackson Rathbone         | 賈斯柏·海爾 Jasper Hale             | 愛德華的家人，愛莉絲的戀人。 他是能夠控制情緒的庫倫家族成員，然而他是最新加入的家族成員，因此他對於僅以動物而非人類的血液為糧食的「素食」飲食方式有感最困難。 |
| 妮琪·利德 Nikki Reed                     | 羅絲莉·海爾 Rosalie Hale            | 愛德華的家人，艾密特的戀人。 她被形容為世界上最美麗的吸血鬼。在整齣電影中，她都對貝拉充滿敵意，擔心著愛德華與人類的關係會使他們的家族處於危險之中。           |
| 凱蘭·魯茲 Kellan Lutz                    | 艾密特·庫倫 Emmett Cullen           | 愛德華的兄弟，羅絲莉的戀人，是家族中最強壯的吸血鬼成員。 |
| 比利·伯克 Billy Burke                    | 查理·史旺 Charlie Swan              | 貝拉的父親，人類他是福克斯小鎮的警長／有個袓父是殺血鬼獵人。                                                                                                  |
| 莎拉·克拉克 Sarah Clarke                 | 芮妮·道爾 Renée Dwyer               | 貝拉的母親，人類跟現任丈夫費爾住在亞利桑那州·像有母徂親母。                                                                                                   |
| 麥特·巴謝爾 Matt Bushell                 | 費爾·道爾 Phil Dwyer                | 人類，芮妮的現任丈夫，貝拉的後父。 |
| 金·傑安特 Cam Joslin Gigandet            | 詹姆斯·威瑟戴爾 James Witherdale    | 狙神獵人，是游獵的殺血鬼領袖他是維多利亞的伴侶由於他超凡的感官，使他成為天才追踪者。他打算獵殺貝拉。                                                          |
| 瑞秋·拉菲佛 Rachelle Lefevre             | 維多利亞·薩瑟蘭 Victoria Sutherland | 殺血鬼獵者，詹姆斯的伴侶協助他獵殺貝拉。 |
| 泰勒·洛特 Taylor Lautner                 | 雅各·布雷克 Jacob Black             | 貝拉的兒時好友，狼族成員喜歡貝拉。 |
| 吉爾·伯明罕 Gil Birmingham               | 比利·布雷克 Billy Black             | 雅各的父親，查理的好友。 |
| 安娜·姬妲妮 Anna Kendrick                | 潔西卡·史丹利 Jessica Stanley       | 貝拉的學校同學，她在福克斯的第一個新朋友。 |
| 克莉絲汀·瑟圖斯 Christian Serratos       | 安琪拉·偉柏 Angela Weber            | 貝拉的學校同學，她在福克斯的新朋友之一。 |
| 麥可·威爾許 Michael Welch                | 麥克·紐頓 Mike Newton               | 貝拉的新朋友之一，爭奪她的注意力。 |
| 格雷戈里·泰里·博伊斯 Gregory Tyree Boyce | 泰勒·克勞利 Tyler Crowley           | 貝拉的另一位同學，也在爭奪其注意力，他的貨車幾乎撞到了貝拉。                                                                                                  |
| 賈斯汀·全 Justin Chon                    | 艾瑞克·紐基 Eric Yorkie             | 貝拉的另一位同學，也在爭奪其注意力。 |
| 所羅門·特林布爾 Solomon Trimble          | 山姆·烏利 Sam Uley                  | 他在電影中只作為「雅各·布雷克的朋友」的角色，但後來被廣泛認為是飾演山姆的角色。                                                                               |
| 克里斯·凱悅 Krys Hyatt                   | 恩布里·何利 Embry Call              | 狼族成員，儘管他的角色未被認可，但他在電影中被廣泛認為是飾演恩布里一角。                                                                                      |

## 製作

### 發展
史蒂芬妮·梅爾的超自然浪漫小說《暮光之城：暮色》原本是由派拉蒙影業的MTV電影於2004年4月選取的，但是後來開發的劇本與其原始資料出現很大出入。2007年4月，頂峰娛樂將自身重新打造為提供全方位服務的工作室，它從派拉蒙影業獲得了改編權後，就開始重新開發電影改編工作（該公司巧合地製作了不相關的同名電影作周轉協議）。該公司認為這部電影是基於梅爾小說及其續集的成功而開展特許經營的機會。凱瑟琳·哈德威克獲聘為電影執導，而梅麗莎·羅森伯格於2007年年中被聘為編寫劇本。
羅森伯格於８月底制定了劇情大綱，並於翌月跟哈德威克合作寫劇本。羅森伯格說哈德威克是個「很棒的聲音板，並有各種各樣的好主意...我會完成場景然後寄給她，然後取回她的筆記」。由於2007年－2008年美國編劇協會大罷工迫在眉睫，羅森伯格必需全職工作至10月31日前完成劇本。在改編小說時，她「不得不把好主意濃縮起來」。小說中的某些人物並沒有出現在劇本中，而有些人物則被組合成為其他人物。「我們一直以來的都想忠於原著」，羅森伯格解釋說：「而要做的一點就是逐字逐句地改編，而更多的是要確保角色的篇章與情感之旅是相同的。」哈德威克建議選用旁白來轉達貝拉的內心對話—因為這部小說是從她的視角講述—在前期製作期間她還畫下了一些劇情概要圖。

### 根據原始資料改編
《暮光之城》背後的電影製作人努力創作了一部忠於原著的電影，正如他們認為將故事轉換為其他媒介時可能的那樣，製片人格雷格·莫拉迪安說：「這是非常重要的事，要區分我們正在製作另一件藝術品，這顯然它將繼續非常保留並忠於原著。但與此同時，我們有獨立的責任去拍出最好的電影。」為了確保忠實的改編，梅耶一直在製作過程中密切的參與，在拍攝期間被邀請參觀佈景的設置，甚至要求在劇本和電影的粗略剪裁上做筆記。在這個過程中，她說：「從一開始，（我和電影製片人之間的）交流就非常愉快，我認為這不是很典型。他們真的對我的想法感興趣，還有...他們讓我陷入循環之中，他們帶著劇本讓我看著並說：『你的想法是甚麼？』他們讓我投入意見，而且我認為他們接受了我所說內容的90％，並將它直接整合到腳本之中。」邁耶特別為一句對白而戰，在這本書中最著名的其中一句是關於「獅子與羔羊（the lion and the lamb）」在電影中被逐字記錄下來：「我實際上認為梅利莎（羅森伯格）的寫作方式在這部電影聽起來更好...但問題是該對白實際上是紋身在人們的身上。但是我說，『你知道，如果你把那個換掉的話，那是個潛藏的反撞情況』。」梅耶甚至還受邀為電影製作「電影中不能更改的內容」清單，例如給吸血鬼的尖牙，或是殺掉小說中沒有死的角色，而電影工作室也同意跟著做。影評人的共識是，電影製片人成功地製作了一部非常忠實於其原著的電影，一位影評人更指出，除了少數例外，《吸血新世紀》是堅定地忠於來源而不受束縛的電影。
然而，與電影改編最常見的情況一樣，電影跟原材料之間確實存在著差異。小說中的某些場景於電影中被刪減了，例如是貝拉的班級在生物室場景作血型檢查的場景。哈德威克解釋說，「好吧，這小說幾乎有500頁，你一定要做那種甜煉乳...我們在生物課已經有兩個場景：第一次他們都在那裡，然後第二次他們連接上。電影中，當你把它濃縮時，您不會希望一遍又一遍地回到相同的設置。所以那就不在那裡。」小說中某些對話的設置也進行了更改，使螢幕上的場景更具「視覺動感」，例如貝拉的內心獨白指自己已愛德華是吸血鬼—這情況發生於電影中的草地上，而不是在小說中愛德華的車上。電影中增加了生物學實地考察的場景，以濃縮貝拉感到沮喪的時刻，以試圖解釋愛德華如何從麵包車撞倒的危險中拯救她。電影比小說中更早地介紹了邪惡的吸血鬼，羅森伯格說：「直到小說的最後四分之一，你才真正看到詹姆斯和其他壞蛋，這對於一部電影來說真的是行不通的。您需要馬上擺脫那種不祥的蝙蝠。我們需要從一開始就看到它們以及即將來臨的危險。因此，我不得不為他們創造故事，講述他們的所作所為，以使他們的角色得到一些充實。」羅森伯格還結合了一些人類的高中生，其中小說中的勞倫·馬洛里（Lauren Mallory）和潔西卡·斯坦利（Jessica Stanley）成為電影中潔西卡的角色，以及「幾個不同的人類角色的彙編」成為了埃里克·約克的角色。關於本書中的這些變化，有人說：「認為我們在摘錄（小說）方面做得非常明智。我們最偉大的評審史蒂芬妮·梅爾很喜歡這劇本，這告訴我，我們在保留和捨棄方面作出了所有正確的選擇。一貫地，你會失去某些觀眾迫切希望看到的點點滴滴，但實際上，我們並沒有把《暮光之城》整本書製作成電影。」

### 試鏡
當哈德維克參觀克莉絲汀·史都華的一個非正式的試鏡時，她正身處拍攝《搞事樂園》，這讓導演「深深地打動了」。
哈德維克表示很難找到一個超凡脫俗的演員來飾演吸血鬼愛德華·庫倫。
然後她接到一個倫敦男生的電話，「我看了幾張照片，然後想：『我也不確定』？」
哈德維克說。「他在上一份工作被開除，失業了，還負債累累。」
他以自己的一毛錢飛往洛杉磯跟史都華一起讀劇本。希洛·費爾南德茲、傑克遜·拉斯波恩、賓·班斯及羅伯·派汀森都是愛德華一角的最後四強人選。
哈德維克最初不是選擇羅伯·派汀森飾演愛德華一角，但他在哈德維克的家跟史都華進行試鏡後，就被選中了。「克莉絲汀說：『一定是羅伯了！』她從一開始就感到跟他來電。這種觸電的感覺，或是一見鍾情，或是不管它是甚麼。」
哈德維克告訴他，他必須承諾：「你必須意識到克莉絲汀只有17歲...她還未成年。你必須管好自己，伙計，否則你會被逮捕。我讓他在一堆聖經上發誓。」
派汀森在進行試鏡前對該小說並不熟悉，但他後來閱讀了這些書。梅爾甚至讓他看還未完成的《午夜陽光》手稿，那是從愛德華的角度所寫的《暮光之城》。
小說粉絲對派汀森飾演愛德華一角最初的反應是負面的；瑞秋·拉菲佛（Rachelle Lefevre）指出：「每個女生都有自己的愛德華，但她們意識到不得不放手，而她們也做到了。梅爾因對兩個主要角色的塑造而感到「興奮」和「欣喜若狂」。」
她曾表示有興趣在製作前讓艾美莉·布朗寧及亨利·卡維爾分別試演貝拉和愛德華。
彼得·費辛利原本不是飾演卡萊爾·庫倫，他說：「哈德維克喜歡我，但工作室一直在爭取另一位演員」。由於未知的原因，該演員無法扮演該角色，於是費辛利被選上他的角色。
選擇艾希莉·葛林來飾演艾利絲·庫倫被粉絲批評葛林比小說中角色高了7英寸（18），梅爾還指瑞秋·萊·寇克很符合她對艾利絲的想像。
妮琪·利德之前曾與哈德維克合作製作過《愛不回家》，還有他們一起寫的《狗城之王》。利德評論道：「我不想說這是一個巧合，因為我們在一起工作很有默契，並且我們擁有很好的經驗。我認為我們做得很好，但聘請哈德維克為他們執導的人更可能是看過她的其他作品。」
當凱蘭·魯茲對艾密特·庫倫的角色進行試鏡時，他正在非洲拍攝HBO的迷你劇集《殺戮一代》。在2007年12月製作結束時，該角色已有人選，但獲選的演員「告吹」了。魯茲隨後試鏡，然後飛往俄勒岡州，哈德維克親自選擇了他。
由於哈德維克擔任該項目的導演，故瑞秋·拉菲佛(Rachelle Lefevre)對在電影中扮演的角色很感興趣：「希望在三部電影中探索潛在可能」；以及她想塑造一個吸血鬼。她認為吸血鬼基本上是人類焦慮和生存問題的威脅。」
克莉絲汀·瑟拉圖絲最初曾為潔西卡·斯坦利（Jessica Stanley）的角色試鏡，但在讀完小說之後，她「完全愛上了安琪拉」，並成功利用後來的機會參加了安吉拉·韋伯角色的試鏡。
潔西卡·史丹利（Jessica Stanley）的角色最後由安娜·坎卓克飾演，她經過與不同演員的兩次混搭試鏡後獲得該角色。

### 拍攝與後期製作
第一次進行電影的試鏡時，羅伯·派汀森於哈德維克的家中床上親吻克莉絲汀·史都華。「那張床使派汀森成為了現在的他。」里德說。
這裡也是哈德維克為伊雯·瑞秋·伍德試鏡的地方，她在床上跟妮琪·利德為電影《愛不回家》試演。當問及她的地方，哈德維克說：「MTV來了，並在我家作為一集拍攝了那張床。這是個傳說。」經過一個多星期的排練，主要拍攝花了44天，並於2008年5月2日完成。跟她的導演處女作《愛不回家》相似，哈德威克選擇廣泛使用手提攝影機來使電影具「真實感覺」。
梅爾曾三度參觀拍攝現場，並就故事的不同方面進行了諮詢；她在電影中也有一個簡短的客串。
飾演吸血鬼的演員避免受陽光曝曬以保持皮膚的顏色蒼白，儘管化妝也可以達到這效果，並戴了隱形眼鏡。彼得·費辛利解釋說：「我們之所以採用金色，是因為庫倫家族的人眼睛都是金色的。然後當我們飢餓的時候，我們必須戴上黑色的...」他們還跟舞蹈編舞員一起參加排練，觀察了不同的豹的形態來使身體動作更優雅。
拍攝場景主要在俄勒岡州波特蘭拍攝。
特技工作主要由演員來完成。
在拍攝的第一周於一個芭蕾舞工作室中拍攝派汀森和吉甘戴角色的戰鬥序列，由於故事中的吸血鬼具有超乎常人的力量與速度，因此涉及大量的「吊鋼絲」。
吉甘戴因此加入了綜合格鬥的戰鬥動作，並且以雞肉和蜂蜜代替鮮肉來維持身材。
主角貝拉在這些事件中失去意識，並且由於這部小說是從她的角度講述，因此這些場景是電影中具說明性而且是獨特的。派汀森指出，在吊鋼絲時，保持重心是很困難的，「因為你必須真正與它抗爭並讓它做它需要做的事情。」瑞秋·拉菲佛（Rachelle Lefevre）發現她控制不了往前的動作，這感覺就好像沒有方向感了。
除了在福克斯高中本身拍攝外，學校的場景還在卡拉瑪高中（Kalama High School）及麥迪遜高中拍攝。
同年8月，其他場景在俄勒岡州聖海倫斯，及哈德維克在加利福尼亞州帕薩迪納進行了一些重拍工作。
《暮光之城》原訂於2008年12月12日在美國上映，但由於《哈利波特：混血王子的背叛》改期於2009年7月上映，其後《暮光之城》改期於同年11月21日上映。為了宣傳電影而發布的兩輯預告片以及額外的一些場景，作為最終預告片於10月9日發布。
在意大利的羅馬影展期間，展示了15分鐘的《暮光之城》的電影摘錄。
電影因「有些暴力和色情場面」而被美國電影協會評為PG-13的級別。

### 音樂
《吸血新世紀》的電影配樂是由卡特·柏韋爾作曲，其他的配樂由電影的音樂總監亞歷山德拉·帕齊瓦斯選曲。在電影配樂方面曾諮詢梅爾，包括Muse及Linkin Park的歌曲，那些都是她在寫小說時聽的樂隊。原聲配樂由大西洋唱片與Chop Shop Records共同於2008年11月4日發行，推出就登上告示牌二百大專輯榜的榜首。

#### 原聲帶曲目
| 曲目       | 歌曲                               | 演唱者           | 場景                                           |
| ---------- | ---------------------------------- | ---------------- | ---------------------------------------------- |
| 1          | Supermassive Black Hole            | Muse             | 庫倫家打棒球。                                 |
| 2          | Decode                             | Paramore         | 第三首片尾曲。                                 |
| 3          | Full Moon                          | The Black Ghosts | 準備去福克斯往機場的路上。                     |
| 4          | Leave Out All The Rest             | Linkin Park      | 第二首片尾曲（第一首片尾曲未收入在原聲帶當中） |
| 5          | Spotlight                          | MuteMath         | 愛德華跟貝拉公開交往。                         |
| 6          | Go All The Way (Into The Twilight) | Perry Farrell    | 舞會上第一首歌。一開始進場的歌。               |
| 7          | Tremble For My Beloved             | Collective Soul  | 愛德華擋下休旅車。                             |
| 8          | I Caught Myself                    | Paramore         | 在安吉拉斯港陪潔西卡安琪拉試穿禮服的背景音樂。 |
| 9          | Eyes On Fire                       | Blue Foundation  | 愛德華缺席一週。                               |
| 10         | Never Think                        | Rober Pattinson  | 愛德華帶備貝拉到餐應吃飯的背景音樂。           |
| 11         | Flightless Bird, American Mouth    | Iron & Wine      | 愛德華跟貝拉在舞會跳舞的背景音樂。             |
| 12         | Bella's Lullaby                    | Carter Burwell   | 愛德華彈「貝拉的搖籃曲」給她聽。               |
| 特別版收錄 |                                    |                  |                                                |
| 13         | Let Me Sign                        | Robert Pattinson | 愛德華幫貝拉把毒液吸出，貝拉失去意識開始回憶。 |

## 發行

### 票房
僅2008年11月21日午夜演出，《吸血新世紀》的票房收入已超過了$700萬美元。電影在Fandango整個時候的預售票房榜上排名第五，其前方包括翌年的續集、2005年的《星球大戰前傳：黑帝君臨》、2008年的《蝙蝠俠—黑夜之神》及2009年的《哈利波特：混血王子的背叛》。開畫當天的票房收入為$3,570萬美元。在美國和加拿大上映的第一個周末，《吸血新世紀》於3,419個影院累積了$6,960萬美元的票房，平均每個影院的收益為$20,368美元。電影於美國及加拿大的總票房收入為$192,769,854美元，國際的總票房為$199,846,771美元，合計總票房為$392,616,625美元。其上映周末總票房是所有女性導演的電影以來最高的，超越了1998年的《末日救未來》。

### 評價
《吸血新世紀》從影評人獲得褒貶不一的評價。根據《爛蕃茄網站》收集到的218個評論，該電影評分為49％，平均得分為5.41/10。該網站的關鍵共識寫道：「《吸血新世紀》在轉移到大銀幕時，已經失去了很多吸引力，它取悅其忠實的粉絲，但對門外漢卻無能為力。」在《Metacritic》，基於電影評論家的37個評論，其平均得分為56分，表示「混合評論或平均評論」。《紐約新聞》的評論家阿爾蒙德·懷特稱這部電影為「真正的流行經典」，並讚揚哈德威克「把梅爾的小說系列轉變為勃朗特三姊妹式的願景」。羅渣·伊拔在四顆星中給這部電影2.5顆星，並寫道：「我是在一個預告片上看到它的。上次我在同一個電影院看電影時，觀眾對此表示歡迎，因為這是個趕上八卦、發短訊、在個人笑話中取笑的機會。這次，觀眾全神貫注」。《洛杉磯時報》的肯尼斯·圖蘭（Kenneth Turan）寫道：「《吸血新世紀》是不加掩飾的浪漫。除了故事本身固有的糊塗之外，它還旨在傳達與您一直在等待的一個特殊人物相遇的魔力。也許在畢竟幾個小時內有可能成為13歲和一個女性。」《今日美國》給這部電影四分之二顆星，克勞迪婭·普伊格（Claudia Puig）寫道：「據說梅爾參與了《吸血新世紀》的製作，但她的小說遠比那無意間有趣且很快會被遺忘的電影更吸引。」《娛樂週刊》把電影評為「B級」，歐文·格里伯曼（Owen Gleiberman）讚揚哈德威克的執導方向：「她把梅爾的小說重新演繹成為充滿暴風雨的天空，蕩漾的荷爾蒙，和低估視覺效果的豪雨心情作品。」

### 家庭影院
電影於2009年3月21日以通過午夜發布派對的形式在北美發行電影DVD，在推出的第一天就售出了超過300萬張。它於2009年4月6日在英國發布。額外功能包括大約10至12個擴展或刪除的場景、蒙太奇和音樂特輯、幕後訪談，「製作」特輯，以及哈德維克、史都華和派汀森的訪問。電影的藍光光碟於2009年3月21日在選定的地點發行，但已於2009年5月5日在其他零售商處更廣泛地銷售。截至2012年7月，電影已售出11,242,519張，收入達$201,190,019美元。
這部電影和兩部續集於2015年1月13日以三部剪輯重新發佈。
2018年10月23日，《暮光之城》發布超高清藍光光碟。

### 電子遊戲
Screenlife開發的電影瑣事電子遊戲由科樂美於Wii、任天堂DS、個人電腦及iPhone平台，隨首部續集電影一同推出。

## 榮譽
自電影發布以來，它獲得眾多提名及獎項。
- 2009年1月，卡特·伯韦尔獲國際電影音樂評論家協會提名為年度最佳電影作曲家[93]
- 羅伯·派汀森獲美國精彩電視台的「A-List突破獎」[94]。
- 在2009年MTV電影大獎上，電影中的歌曲《Decode（英语：Decode (song)）》被提名電影最佳歌曲；羅伯與泰勒·洛納一起獲得「突破表演男演員」獎的提名並勝出；柏迪臣與金·傑安特贏得了「最佳戰鬥獎」；克莉絲汀·史都華獲「最佳女演員」獎；克莉絲汀與羅伯共同獲得「最佳接吻獎」；而電影於「最佳電影獎」勝出了[95]。
- 克莉絲汀·史都華於《青年藝術家獎》上贏得「最佳表現劇情片：年輕女配角獎」[96]。
- 在2009年8月9日舉行的Teen材大獎中，電影及其演員總共獲得了12項提名，其中9項提名由電影獲得[97]。
- 在《2009年尖叫獎（英语：2009 Scream Awards）》中，該電影獲得了9項提名，其中有4項提名勝出了[98]。
- 這部電影的化妝和髮型設計獲得了兩次《美國拉丁裔媒體藝術獎》[99]。
- 這部電影還在世界電影原聲學會頒獎禮上獲得「大眾選擇獎」，而卡特·柏韋爾也被提名為年度作曲家[100]。
- 凱瑟琳·哈德威克的執導獲得年輕荷李活獎（英语：Young Hollywood Awards）[101]。
- 此外，電影還獲得《第35屆土星獎（英语：35th Saturn Awards）》的「最佳奇幻電影」[102]，以及兩項葛來美獎[103]的提名。

## 續集
2008年2月，MTV報導指頂峰娛樂打算根據梅爾的小說系列製作一系列至少三部的電影。截止2008年10月，該工作室選擇了該系列的第二部小說《暮光之城：新月》，並確認了他們計劃在2008年11月22日推出改編電影的計劃。由於凱瑟琳·哈德威克希望較頂峰娛樂的製作時間表及發行續集的時間有更多的準備時間。2008年12月，基斯·韋士獲選為導演。